# Manfred Hauke
Manfred Hauke  (* 28. April 1956 in Hannover) ist ein in der Schweiz lehrender deutscher römisch-katholischer Theologe.

## Leben
Manfred Hauke verbrachte seine Kindheit und Jugend in Paderborn. Nach dem Abitur studierte er an der Theologischen Fakultät Paderborn sowie in München Philosophie und Katholische Theologie. 1983 empfing er die Priesterweihe für das Erzbistum Paderborn und war vier Jahre lang im seelsorglichen Dienst als Vikar in Dortmund und Hagen eingesetzt.
1981 wurde Hauke in dogmatischer Theologie mit einer Arbeit über Die Problematik um das Frauenpriestertum vor dem Hintergrund der Schöpfungs- und Erlösungsordnung bei Leo Scheffczyk in München promoviert. Ab 1987 war er als Wissenschaftlicher Assistent von Anton Ziegenaus in Augsburg tätig und habilitierte sich 1991.
1993 folgte er einem Ruf an die Theologische Fakultät Lugano als Professor für Dogmatik. Sein fachlicher Schwerpunkt liegt in der Mariologie. 2001 kam eine Lehrtätigkeit für Patrologie hinzu. Neben seiner wissenschaftlichen Tätigkeit übernahm er auch pastorale Aufgaben als Studienpräfekt im Luganer Priesterseminar San Carlo.

## Positionen und Projekte
In seinen wissenschaftlichen Veröffentlichungen widmet er sich dem Gesamtbereich der Dogmatik. Monografien veröffentlichte er neben dem Priestertum der Frau unter anderem zur griechischen Erbsündenlehre, zur Sakramentenlehre, zur Feministischen Theologie, zur Theologie von Leo Kardinal Scheffczyk sowie zu den mariologischen Initiativen des Kardinals Mercier. In mehreren Aufsätzen und einem Symposion befasste sich Hauke auch sehr kritisch mit Hans Urs von Balthasar.
Seit Jahrzehnten ist Hauke ein engagierter Gegner der Frauenordination, insbesondere auch der Bestrebungen zur Einführung eines sakramentalen Frauendiakonats in der römisch-katholischen Kirche. Zusammen mit Barbara Hallensleben, einer ebenfalls in der Schweiz lehrenden deutschen Theologin, vertrat er die deutschsprachige Dogmatik in der von Papst Franziskus 2020 eingerichteten zweiten Studienkommission zur Untersuchung des Frauendiakonats.
2010 gab Hauke der katholischen Zeitung Die Tagespost in seiner Eigenschaft als Vorsitzender der Deutschen Arbeitsgemeinschaft für Mariologie ein Interview über den Umgang mit den Anhängern der angeblichen Marienerscheinungen in Međugorje.
Er ist seit 2002 Herausgeber der Buchreihe Collana di Mariologia und seit 2007 Mitherausgeber der Studienreihe Quaestiones thomisticae. Seit 2004 ist er Mitherausgeber der Zeitschriften Sedes Sapientiae, des Mariologischen Jahrbuchs und seit 2007 des Organs Forum Katholische Theologie. Seit 1996 gehört Hauke zum Redaktionskomitee der Rivista teologica di Lugano und seit 2007 der Ephemerides Liturgicae. Seit dem 2. Juni 2010 ist er als Nachfolger von David Berger Herausgeber der in Teilen dem katholischen Traditionalismus nahestehenden Zeitschrift Theologisches.

## Kontroverse über homosexueller Priester
Die Zeitschrift Theologisches wurde 2021 nach einer Anzeige des Münchener Priesters Wolfgang F. Rothe wegen skandalöser Veröffentlichungen über homosexuelle Priester einer breiteren Öffentlichkeit als „eine Nische für rechts-katholisches Gedankengut“ (Rothe) bekannt. Die Veröffentlichungen führten zu  Strafbefehlsverfahren wegen Volksverhetzung gegen den Autor des Artikels, den polnischen Theologen Dariusz Oko, sowie den Chefredakteur der Zeitschrift Johannes Stöhr. In dem Beitrag wurden homosexuelle Priester als «Plage», «Parasiten» und «Krebsgeschwür» bezeichnet. Wegen eines Editorials zu dem Fall mit der Aussage «Selbst Verbrecher haben eine Menschenwürde, die zu respektieren ist» im Kontext mit Ausführungen über homosexuelle Priester zeigte Rothe auch Hauke an. Die Staatsanwaltschaft Köln lehnte Ermittlungen gegen Hauke ab, wertete aber dessen Äusserungen über homosexuelle Priester als «heftige Schmähung und einen Angriff auf individuelle Persönlichkeitsrechte».
In der Schweiz zeigte die Schwulenschutzorganisation Pink Cross Hauke an und forderte, ihn von der Lehrtätigkeit an der Universität zu suspendieren. Als Herausgeber der Zeitschrift trage er eine Verantwortung für die Veröffentlichung des Beitrags von Oko. Die Stellungnahme der Universität Lugano fiel ausweichend aus, zu der Forderung der Abberufung äusserte sie sich nicht. 2023 verurteilte die Tessiner Staatsanwaltschaft Hauke wegen Verstosses gegen die Antirassismusstrafnorm zu einer bedingten Geldstrafe. Er erhob daraufhin Einsprache gegen den Strafbefehl, sodass es zu einem öffentlichen Prozess kam. Dieser begann in der zweiten Aprilwoche 2024 in italienischer Sprache vor dem Strafgericht Bellinzona (Pretura penale di Bellinzona); Hauke erklärte sich für unschuldig. Das Verfahren hat Präzedenzcharakter, da es bisher keine Urteile zu dem Teil der Schweizer Antirassismusstrafnorm gibt, der Hass wegen sexueller Orientierung unter Strafe stellt. Zum Prozessbeginn erklärte die Universität der italienischen Schweiz (USI), der die theologischen Fakultät von Lugano 2021 angegliedert wurde, eine Ad-hoc-Kommission zu bilden, um prüfen zu lassen, ob Hauke gegen ethische Richtlinien der Universität verstoßen habe.
Am 22. April 2024 sprach das Strafgericht Bellinzona Hauke vom Vorwurf der Diskriminierung und Aufstachelung zur Homophobie frei. Die Richterin schloss sich der Auffassung der Verteidigung an, wonach der zugrunde liegende Text von Dariusz Oko keine gegen Homosexuelle im Allgemeinen oder Homosexualität an sich gerichteten Herabsetzungen enthalten habe. Trotz eines kritikwürdig harschen Tonfalls basiere der Beitrag daher nicht auf einer diskriminierenden Ideologie. Professor Hauke erhielt 20'000 Franken Entschädigung für die Verfahrenskosten. René Roux, der Rektor der Theologischen Fakultät von Lugano, äußerte sich zufrieden über den Ausgang. Im Rahmen seiner Lehr- und Forschungstätigkeit an der Hochschule soll Hauke nach dem Kenntnisstand der Fakultät niemals eine Botschaft der Diskriminierung oder Aufstachelung zum Hass verbreitet haben.

## Mitgliedschaften
- Seit 1992 ist er Mitglied der Pontificia Academia Mariana Internationalis (PAMI).
- Seit 2005 ist Hauke Vorsitzender der Deutschen Arbeitsgemeinschaft für Mariologie.

## Veröffentlichungen (Auswahl)
- Die Problematik um das Frauenpriestertum vor dem Hintergrund der Schöpfungs- und Erlösungsordnung. Dissertationsschrift, München 1981; 4. Auflage, Bonifatius-Verlag, Paderborn 1995, ISBN 3-87088-905-5.
- Heilsverlust in Adam. Stationen griechischer Erbsündenlehre. Irenäus – Origenes – Kappadozier. Habilitationsschrift 1991; Bonifatius-Verlag, Paderborn 1993, ISBN 3-87088-718-4.
- Gott oder Göttin? Feministische Theologie auf dem Prüfstand. MM Verlag, Aachen 1993, ISBN 3-928272-34-9.
- Das Weihesakrament für die Frau – eine Forderung der Zeit? Zehn Jahre nach der päpstlichen Erklärung „Ordinatio sacerdotalis“. Verlag Franz Schmitt, Siegburg 2004, ISBN 3-87710-281-6.